# Lapang Barat
Lapang Barat is een bestuurslaag in het regentschap Bireuen van de provincie Atjeh, Indonesië. Lapang Barat telt 725 inwoners (volkstelling 2010).